# Rorie Gill’s Cairn
Rorie Gill’s Cairn liegt nördlich von Minnigaff in Dumfries and Galloway in Schottland.
Rorie Gill’s Cairn ist ein 0,9 m hoher runder Cairn, mit etwa 13,8 m Durchmesser, aus losen Felsen und kleinen Steinen, überragt von einem kleinen Lesesteinhaufen. Er wurde 1922 von A. J. H. Edwards ausgegraben, der im Cairn strukturelle Merkmale, sowie zwei Steinkisten identifizierte, von denen eine zentral lag (daher vermutlich primär ist) und ein Gefäß enthielt. Die andere, außermittige enthielt Fragmente eines Gefäßes.
Das Zentrum wurde vollständig entfernt, so dass ein ebener Innenraum mit einem Durchmesser von 8,0 m übrig blieb, in dem sich eine 1,1 m mal 0,8 m mal 0,6 m hohe Kiste befindet. Auf der S-Seite des Steinhaufens befindet sich eine mit Steinen gefüllte Vertiefung, die möglicherweise die zweite Kiste enthielt.
Rory Gill war ein Freibeuter, einer von mehreren, von denen behauptet wird, sie seien unter König David II. (1324–1371) an den nahen Diebessteinen hingerichtet worden.
Etwa 180 m entfernt liegt das Clyde Tomb von Drannandow und das Steinpaar The Thieves. In der Nähe die „Category A listed buildings“ von Cumloden House und das ruinierte Garlies Castle.